# Confide in Me
"Confide in Me" dance-pop je pjesma australske pjevačice Kylie Minogue. Objavljena je kao debitantski singl s njenog 5. studijskog albuma, Kylie Minogue 29. kolovoza 1994. godine u izdanju diskografskih kuća Deconstruction Records i Mushroom Records.

## O pjesmi
Pjesmu "Confide in Me" napisali su Steve Anderson, Dave Seaman i Owain Barton. Producirali su je Brothers in Rhythm i postigla je prilično dobar uspjeh kad je objavljena kao singl. Godine 2004., Simply Vinyl ponovno je objavio pjesmu kao vinilni singl u izdanju njihove S12, kao proslavu desete godišnjice od objave singla.
Minogue je izvodila pjesmu na sljedećim koncertnim turnejama:
- Intimate and Live Tour
- On a Night Like This Tour
- KylieFever2002
- Showgirl: The Greatest Hits Tour
- Showgirl: The Homecoming Tour
- For You, For Me Tour
- Aphrodite World Tour

### Uspjeh na top ljestvicama
U Australiji, pjesma je dospjela na prvo mjesto i provela je na njemu 5 tjedana te je postala najprodavaniji singl u Australiji 1994. godine. "Confide in Me" dobila je tri ARIA glazbene nagrade u Australiji: za najprodavaniji australski singl (Best Selling Australian Single), najbolji spot (Best Video) i najprodavaniju australsku dance pjesmu (Best Selling Australian Dance Track) 1994. godine.
"Confide in Me" debitirala je i završila na drugom mjestu britanske top ljestvice UK Singles Chart i tako postala njen prvi singl koji je to uspio poslije "Give Me Just a Little More Time" iz 1992. godine. Zadržala se na top ljestvici devet tjedana, od njih 3 između prvih 10 mjesta. U rujnu 1994. godine, singl je dobio srebrnu certifikaciju u Ujedinjenom Kraljevstvu zbog isporučenih najmanje 200.000 primjeraka singla.
U mnogim europskim državama pjesma je bila hit i na top ljestvici singlova i airplay ljestvici. U SAD-u, pjesma je postala Minogueina treća pjesma koja je dospjela na ljestvicu Billboard Dance/Club Play Chart, i to na 39. mjesto.

### B-strane
Dvije pjesme objavljene su kao b-strane komercionalnog izdanja pjesme "Confide in Me" kao singl. "Nothing Can Stop Us", koju su napisali Bob Stanley i Pete Wiggs, a producirao Saint Etienne, trebala je biti Minoguein debitantski singl u izdanju diskografske kuće Deconstrution Records, ali to se nije dogodilo. Objavljeni su promotivni primjerci pjesme u medijima, a 7-inčni remiks nalazi se na singlu za pjesmu "Confide in Me". Originalna inačica pjesme "Nothing Can Stop Us" nije objavljena do Minogueine kolekcije Confide in Me: The Irresistible Kylie, na kojoj je objavljena na drugom CD-u.
"If You Don't Love Me" obrada je pjesme Prefaba Sprouta, koju je napisao Paddy MacAloon, a producirao Steve Anderson. Godine 2000. pjesma je uključena na kompilaciju Hits+.

## Popis pjesama[2]
| Međunarodni CD singl 1. "Confide in Me" (Master mix) – 5:51 2. "Confide in Me" (The Truth mix) – 6:46 3. "Confide in Me" (Big Brothers mix) – 10:27 Kaseta singl 1. "Confide in Me" (Radio edit) – 4:27 2. "Confide in Me" (The Truth mix) – 6:46 Australski CD singl 1. "Confide in Me" (Master mix) – 5:51 2. "Nothing Can Stop Us" (7" inačica) – 4:06 3. "If You Don't Love Me" – 2:08 Australsko limitirano izdanje CD singla 1. "Confide in Me" (Master mix) – 5:51 2. "Confide in Me" (Big Brothers mix) – 10:27 3. "Confide in Me" (The Truth mix) – 6:46 4. "Where Has The Love Gone?" (Fire Island mix/albumska inačica) – 7:46 5. "Where Has The Love Gone?" (Roach Motel mix) – 8:05 | Službeni remiksevi 1. "Confide in Me" (French version) – 5:51 2. "Confide in Me" (In The Confessional dub) – 6:38 3. "Confide in Me" (Damien's Confession mix) – 7:21 4. "Confide in Me" (Bass Change mix/Phillip Damien mix) – 6:25 5. "Confide in Me" (Bass Change dub/Convibe in Me dub) – 8:04 6. "Confide in Me" (Justin Warfield mix) – 5:26 7. "Confide in Me" (Tomer G Club Mix) 8. "Confide in Me" (Tomer G Radio Mix) 9. "Confide in Me" (Optimus Club Mix) 10. "Confide in Me" (Optimus Dub) 11. "Confide in Me" (Radio Edit) |

## Videospot
"Confide in Me" ima šaren spot koji je snimljen pod redateljskom palicom Paula Boyda u Los Angelesu u srpnju 1994. godine. Spot prikazuje Minogue kako priča na telefon i govori ljudima da je nazovu i da imaju povjerenja u nju. U spotu na raznim svjetskim jezicima Minogue pita ljude jesu li usamljeni, izgubljeni, sami, trebaju li prijatelja, hoće li imati povjerenja, i kaže im da nazovu na broj 1-555-Confide, jer tad je druženje, povjerenje i razumijevanje zagarantirano. Minogue je odjevena u šest kostima tijekom spota, a svaki kostim ima svoj dio. U prvom dijelu Minogue je odjevena u zeleno, a iza nje je znak mira. U drugom dijelu Minogue je u kratkoj plavoj haljini, a iza nje je stilizirana duga.  U trećem dijelu Minogue je odjevena u jarku ružičastu boju, a iza nje su nacrtane pilule. U četvrtom dijelu dijelu Minogue je odjevena u crno, ima raspuštenu kovrdžavu kosu, a iza nje je krv. U petom dijelu odjevena je u crvenu kratku haljinu, a iza nje piše: Call me (Nazovi me). U šesom dijelu Minogue je u narančastim kratkim hlačicama i krznenoj kratkoj majici, a iza nje je nacrtano jaje na oko. Te su scene izmiješane, a stalno se prepliću s natpisima na raznim jezicima. Spot je veoma šaren, a razne jarke boje stalno se mijenjaju. Početna scena prikazuje otisak ruke ispod koje piše: Dodirni ekran.

## Top ljestvice
| Top ljestvica (1994.)               | Najviša pozicija |
| ----------------------------------- | ---------------- |
| Australija                          | 1                |
| Eurochart Hot 100                   | 9                |
| Francuska                           | 10               |
| Nizozemska                          | 38               |
| Švedska                             | 30               |
| SAD Billboard Dance/Club Play Chart | 39               |
| Ujedinjeno Kraljevstvo              | 2                |

## Obrade pjesme
- 2006. - Nerina Pallot: obrada zasnovana na glasoviru, objavljena kao b-strana singla Sophia.
- 2006. - Angtoria: obrada u simfoničnom metalu, objavljena na njihovom debitantskom albumu God Has a Plan for Us All.
- 2000. - Analena: Screamo / Postpunk obrada, objavljena na njihovom EP-u Arythmetics.
- 1997. - The Sisters of Mercy: Postpunk obrada, izvođena uživo, neobjavljena.
- 1996. - Systral: Death Metal / Hardcore obrada, objavljena na njihovom EP-u Fever.
- 2010. - Hurts: obrada ispjevana uživo[6]